# Tenis de mesa en los Juegos Panamericanos

Tenis de Mesa

La prueba de tenis de mesa fue admitida en los Juegos Panamericanos desde la octava edición que se celebró en San Juan (Puerto Rico) en 1979.

## Eventos
Los siguientes eventos son los realizados en la prueba de tenis de mesa, según la sede son los eventos realizados.
| - Individual - Equipos | - Individual - Equipos |

## Medallero Histórico
Actualizado Santiago 2023
| Núm. | País                 | Oro | Plata | Bronce | Total |
| ---- | -------------------- | --- | ----- | ------ | ----- |
| 1    | Estados Unidos       | 24  | 16    | 11     | 59    |
| 2    | Brasil               | 17  | 15    | 17     | 49    |
| 3    | Canadá               | 14  | 8     | 30     | 52    |
| 4    | República Dominicana | 4   | 7     | 13     | 24    |
| 5    | Puerto Rico          | 4   | 0     | 4      | 8     |
| 6    | Cuba                 | 3   | 8     | 13     | 24    |
| 7    | Argentina            | 1   | 8     | 2      | 11    |
| 8    | México               | 0   | 2     | 3      | 5     |
| 9    | Chile                | 0   | 1     | 12     | 13    |
| 10   | Venezuela            | 0   | 1     | 4      | 5     |
| 11   | Paraguay             | 0   | 1     | 0      | 1     |
| 12   | Colombia             | 0   | 0     | 3      | 3     |
| 12   | Ecuador              | 0   | 0     | 3      | 3     |
| 14   | Perú                 | 0   | 0     | 2      | 2     |
| 15   | Jamaica              | 0   | 0     | 1      | 1     |
| 15   | Trinidad y Tobago    | 0   | 0     | 1      | 1     |

- Datos: Q7673421